# وودبوري (جورجيا)
وودبوري (بالإنجليزية: Woodbury, Georgia)‏ هي مدينة تقع في مقاطعة ميريويذر، جورجيا بولاية جورجيا في الولايات المتحدة. تبلغ مساحة هذه المدينة 5.2 (كم²)، وترتفع عن سطح البحر 252 م، بلغ عدد سكانها 1184 نسمة في عام 2010 حسب إحصاء مكتب تعداد الولايات المتحدة.

## وصلات خارجية
- Cities & Counties - Georgia.gov